# Psiloderces xichang
Psiloderces xichang es una especie de araña araneomorfa del género Psiloderces, familia Psilodercidae. Fue descrita científicamente por Li & Chang en 2020.
Habita en Luzón, Filipinas. El holotipo masculino mide 2,00 mm y el paratipo femenino 2,16 mm.